# Ringenes Herre - Eventyret om Ringen
Ringenes Herre – Eventyret om Ringen (1954) er første del af J.R.R. Tolkiens trilogi Ringenes Herre.
Eventyret om Ringen er den første del af Ringenes Herre. Ringenes Herre er ikke nogen trilogi, men en stor bog der blev delt i tre fordi den samlede bog på grund af papirmanglen efter 2. verdenskrig ville komme til at koste så meget at ingen ville købe den.
Eventyret om Ringen omhandler primært Frodos rejse fra Herredet til Kløvedal.
Bogen starter med at Bilbo Sækker fejrer sin 111 års fødselsdag. Troldmanden Gandalf kommer på besøg og snakker med Bilbo om hans hensigt at rejse væk efter festen. Ved festen holder Bilbo en tale og da han er færdig forsvinder han i den blå luft. Vi ser hvordan hobbitterne reagerer på Bilbos forsvinden. Herefter foretages et spring i historien og vi ser Bilbo forlade festen og tage tilbage til hans hjem Sækkedyb. Der bliver han konfronteret af Gandalf, som siger han skal efterlade sin magiske ring til Frodo. Bilbo er meget uinteresseret i at afgive sin ring, som kan gøre en usynlig. Han kommer op at skændes med sin gode ven Gandalf som han beskylder for at ville tage ringen selv. Til sidst opgiver han dog ringen frivilligt og drager væk. Da Frodo vender tilbage til Sækkedyb siger Gandalf at ringen er hans nu og at han skal passe godt på den og drager derefter af sted i hast. Der går nu næsten 17 år hvor Gandalf kun besøger Frodo få gange. En aften kommer Gandalf pludselig på besøg efter mange års mellemrum.
Bogen blev filmatiseret i 2001, se: Ringenes Herre - Eventyret om Ringen (film)
| Bog | Spire Denne artikel om bøger og tidsskrifter er en spire som bør udbygges. Du er velkommen til at hjælpe Wikipedia ved at udvide den. |